# Maurice Lecoq
Maurice Marie Lecoq (Angers, 26 marzo 1854 – Angers, 16 dicembre 1925) è stato un tiratore a segno francese.

## Biografia
In carriera, Lecoq partecipò a due edizioni dei Giochi olimpici (1900 e 1908) e ai Giochi olimpici intermedi di Atene nel 1906. Nel 1900, a Parigi, vinse una medaglia d'argento nella gara di pistola 50 m a squadre e una medaglia di bronzo nella gara di carabina 300 m, 3 posizioni, a squadre.
All'Olimpiade di Londra del 1908 vinse una medaglia di bronzo nella gara di carabina libera 300 m, 3 posizioni, a squadre. Nell'Olimpiade intermedia vinse una medaglia d'oro e due di bronzo anche se queste medaglie non sono considerate ufficiali dal CIO.
Fu più volte presente ai campionati mondiali di tiro, dove vinse cinque medaglie d'argento e otto di bronzo in dieci differenti edizioni.

## Palmarès
| Anno | Manifestazione       | Sede      | Evento                                 | Risultato |
| ---- | -------------------- | --------- | -------------------------------------- | --------- |
| 1897 | Campionati mondiali  | Lione     | Carabina 300 m, 3 posizioni, a squadre | Bronzo    |
| 1899 | Campionati mondiali  | L'Aia     | Carabina 300 m, 3 posizioni, a squadre | Argento   |
| 1900 | Olimpiadi            | Parigi    | Pistola militare a squadre             | Argento   |
| 1900 | Olimpiadi            | Parigi    | Carabina militare a squadre            | Bronzo    |
| 1900 | Campionati mondiali  | Parigi    | Carabina 300 m, 3 posizioni, a squadre | Bronzo    |
| 1900 | Campionati mondiali  | Parigi    | Pistola 50 m a squadre                 | Argento   |
| 1901 | Campionati mondiali  | Lucerna   | Carabina 300 m, 3 posizioni, a squadre | Bronzo    |
| 1901 | Campionati mondiali  | Lucerna   | Carabina 300 m, proni                  | Argento   |
| 1902 | Campionati mondiali  | Roma      | Carabina 300 m, 3 posizioni, a squadre | Bronzo    |
| 1904 | Campionati mondiali  | Lione     | Carabina 300 m, 3 posizioni            | Bronzo    |
| 1904 | Campionati mondiali  | Lione     | Carabina 300 m, 3 posizioni, a squadre | Bronzo    |
| 1905 | Campionati mondiali  | Bruxelles | Carabina 300 m, 3 posizioni, a squadre | Bronzo    |
| 1906 | Olimpiadi intermedie | Atene     | Pistola automatica 25 m                | Oro       |
| 1906 | Olimpiadi intermedie | Atene     | Pistola da duello 20 m                 | Bronzo    |
| 1906 | Olimpiadi intermedie | Atene     | Carabina a squadre                     | Bronzo    |
| 1906 | Campionati mondiali  | Milano    | Carabina 300 m, 3 posizioni            | Argento   |
| 1906 | Campionati mondiali  | Milano    | Carabina 300 m, 3 posizioni, a squadre | Argento   |
| 1907 | Campionati mondiali  | Zurigo    | Carabina 300 m, 3 posizioni, a squadre | Bronzo    |
| 1908 | Olimpiadi            | Londra    | Carabina libera a squadre              | Bronzo    |
| 1911 | Campionati mondiali  | Roma      | Carabina militare 300 m, 3 posizioni   | Argento   |